# Manorhamilton
Manorhamilton (irl. Cluainín) – miasto w hrabstwie Leitrim w Irlandii, położone nad drodze krajowej N16 pomiędzy Sligo i Enniskillen.